# Chiesa di San Girolamo (Trieste, Contovello)
La chiesa di San Girolamo (in sloveno Sv. Hieronim) è la parrocchiale di Contovello (Kontovel), in provincia e diocesi di Trieste; fa parte del decanato di Opicina.

## Storia
La chiesa di Contovello fu costruita nel 1606 e fu consacrata il 20 dicembre 1634. Contovello divenne curiazia autonoma nel 1847 e venne eretta in parrocchia nel 1892.